# مرغريفية بادن-بادن
مرغريفية بادن بادن كانت إحدى أراضي التي تقع في جنوب الغربي التابعة لإمبراطورية الرومانية المقدسة، تم إنشاؤها في عام 1535 مع مرغريفية بادن دورلاخ نتيجة لتقسيم مرغريفية بادن القديمة، تتألف أراضيها من منطقة أساسية على الامتداد نهر الراين الأوسط التابع لراين الأعلى ومتاخمة حول العاصمة بادن، بالإضافة إلى السيادة حول بعض أراضي في موزيل وناهه.
مع تحول جارتها بادن دورلاخ إلى البروتستانتية، بقيت بادن-بادن على الكاثوليكية، بين عامي 1596 حتى 1622 سيطرت بادن-دورلاخ عليها، منذ حرب الثلاثين عامًا (1618-1648) فصاعدًا تعرضت البلاد للتدمير والخراب وكذلك أثناء حرب التسع سنوات (1688-1697)، نقل المرغريف لودفيغ فيلهلم العاصمة نحو راستات وبنى قصر راستات هناك، اعتبر أول قصر باروكي في مناطق المطلة على نهر الراين الأعلى، وكذلك تحت وصاية أرملته سيبيل من ساكس لاونبورغ تم بناء المزيد من المباني الباروكية، وعندما توفى ابنها الثاني أوغست غيورغ توفي دون ورثة في عام 1771، وورث حكام بادن دورلاخ الأراضي، مما أدى إلى إعادة توحيد، وإرجاع مرغريفية بادن والتي استمرت حتى 1803.

## الحكام
شمل الحكام منذ التقسيم في 1533:-
1. برنارد الثالث (1474-1533-1536)؛ ابن الثاني لـ كريستوف مرغريف بادن.
- حكومة الوصاية.[2]

2. فيليبرت (1536-1554-1569)؛ ابن برنارد الثالث، أصبح بروتستانتياً.
3. فيليب الثاني (1559-1569-1588)؛ ابن السابق، نشأ على العقيدة الكاثوليكية.
4. إدوارد فورتونات (1565-1588-1596-1600)؛ ابن عم السابق، خسر أراضيه لصالح بادن-دورلاخ.
- مرغريفية بادن-دورلاخ (1596-1622):-
  - إرنست فريدرش مرغريف بادن-دورلاخ (1596-1604)؛ من نسل كريستوف مرغريف بادن.
  - غيورغ فريدرش مرغريف بادن-دورلاخ (1604-1622)؛ شقيق السابق، خسر الأراضي بعد الهزيمة في معركة فيمبفن في طور حرب الثلاثين عاما.

5. فيلهلم (1593-1622-1677)؛ ابن إدوارد فورتونات.
- فرديناند ماكسيمليان (1625-1669)؛ ابن السابق الأكبر، تزوج من عمة الجنرال يوجين السافوي.

6. لودفيغ فيلهلم (1655-1677-1707)؛ ابنه، أحد أشهر جنرالات الإمبراطورية الرومانية المقدسة، والملقب بـ التركي، ومن نسله آل أورليان التي ينحدر منها لويس فيليب الأول ملك الفرنسيين.
- حكومة الوصاية برئاسة أرملته سيبيل من ساكس-لاونبورغ.[3][4]

7. لودفيغ غيورغ (1702-1707-1761)؛ ابن السابق، والملقب بـ الصياد.
8. أوغست غيورغ (1706-1761-1771)؛ شقيق السابق، دخل في خدمة كنسية ولكنها استقال منذ 1735.
- منذ 1771 ورث حكام بادن-دورلاخ الأراضي بعد وفاة أخرهم دون وريث.

9. كارل فريدرش (1728-1771-1811)؛ وحد أراضي.